# Stars 90
Stars 90 est une émission de variétés présentée par Michel Drucker. Elle a été diffusée du 3 septembre 1990 au 13 juin 1994, un lundi sur deux en prime time sur TF1, d'abord depuis le pavillon Baltard, et du Studio Gabriel pour la dernière saison.

## Historique
Après avoir présenté Champs-Élysées pendant huit ans jusqu’en juin 1990 sur Antenne 2, Michel Drucker est évincé du service public et retourne sur TF1 (dont il était parti en 1981) en septembre 1990 avec une nouvelle émission de variétés, Stars 90, dont il est également le producteur. La musique du générique est composée par Paul Belotti.
La « spéciale Jean Ferrat » diffusée en direct en 1991 a été l'objet d'un album et d'un DVD. Les chansons interprétées ce soir-là sont celles de l'album Dans la jungle ou dans le zoo, sorti également en 1991.